# Мечеть Фейсала
Мечеть Фе́йсала (урду شاہ فیصل مسجد‎) — национальная мечеть Пакистан, расположенная в Исламабаде. Это шестая по величине мечеть в мире и самая большая в Южной Азии. Площадь мечети составляет 5 000 квадратных метров, а вместимость, по разным данным, от 100 000 до 300 000 верующих. Архитектура мечети вдохновлена внешним видом бедуинской палатки и Каабой в Мекке.

## История
Стимул для постройки мечети был дан в 1966 году, когда король Саудовской Аравии Фейсал ибн Абдель Азиз ас-Сауд поддержал инициативу пакистанского правительства построить национальную мечеть в Исламабаде во время официального визита в страну. В 1969 году был проведён международный конкурс, в котором участвовали архитекторы из 17 стран представили 43 предложения. После четырёх дней согласования был выбран проект турецкого архитектора Ведата Далокая.
Строительство мечети началось в 1976 году Национальной строительной организацией Пакистана и финансировалось правительством Саудовской Аравии. Стоимость проекта составила более чем 130 миллионов саудовских риалов (приблизительно $120 миллионов в сегодняшних ценах). Король Фейсал ибн Абдель Азиз ас-Сауд очень способствовал финансированию строительства, и после его убийства в 1975 году и мечеть, и дорога, ведущая к ней, были названы его именем. Во время строительства мечеть подвергалась критике со стороны консервативных мусульман за отказ от традиционных символов исламской архитектуры.
После завершения строительства в 1986 году мечеть Фейсала стала самой большой мечетью в мире, оставаясь таковой до 1993 года, когда была построена мечеть Хасана II в Марокко. Мечеть построена из белого мрамора, а её интерьер украшен мозаикой и турецкими люстрами. Четыре стены здания мечети приставляют собой равнобедренные треугольники из стали и бетона. В отличие от традиционных мечетей по всему миру, мечеть Фейсала не имеет купола и арок. Шатровая крыша мечети, высотой около 40 метров, представляет собой усеченную пирамиду с четырьмя гигантскими минаретами, построенными на её четырёх внешних углах. Западная стена мечети украшена мозаичным узором, на котором калима написаны куфическим шрифтом, повторяющимся с эффектом зеркального отображения. К северной стене примыкает терраса, пол которой вымощен серым гранитом, контрастирующим с белым цветом мечети.
В мечете также располагаются библиотека, лекционный зал, музей и кафе. В здании мечети также располагался Международный исламский университет, который в 2000 году переехал в новое здание. На территории мечети находится мавзолей генерала Мухаммада Зия-уль-Хака, правившего страной с 1978 по 1988 год, и похороны которого стали наиболее пышными в истории Пакистана.

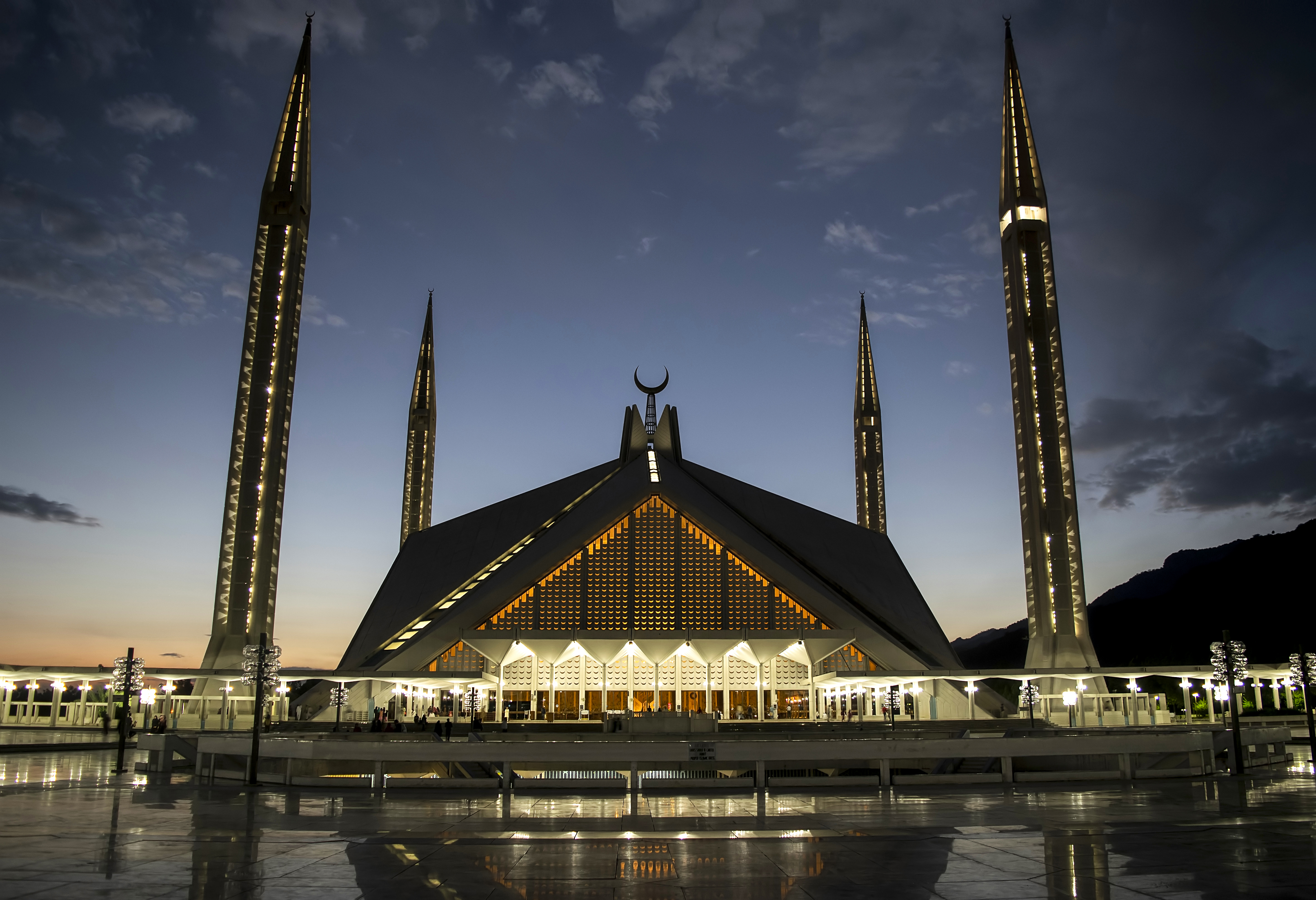
Мечеть ночью
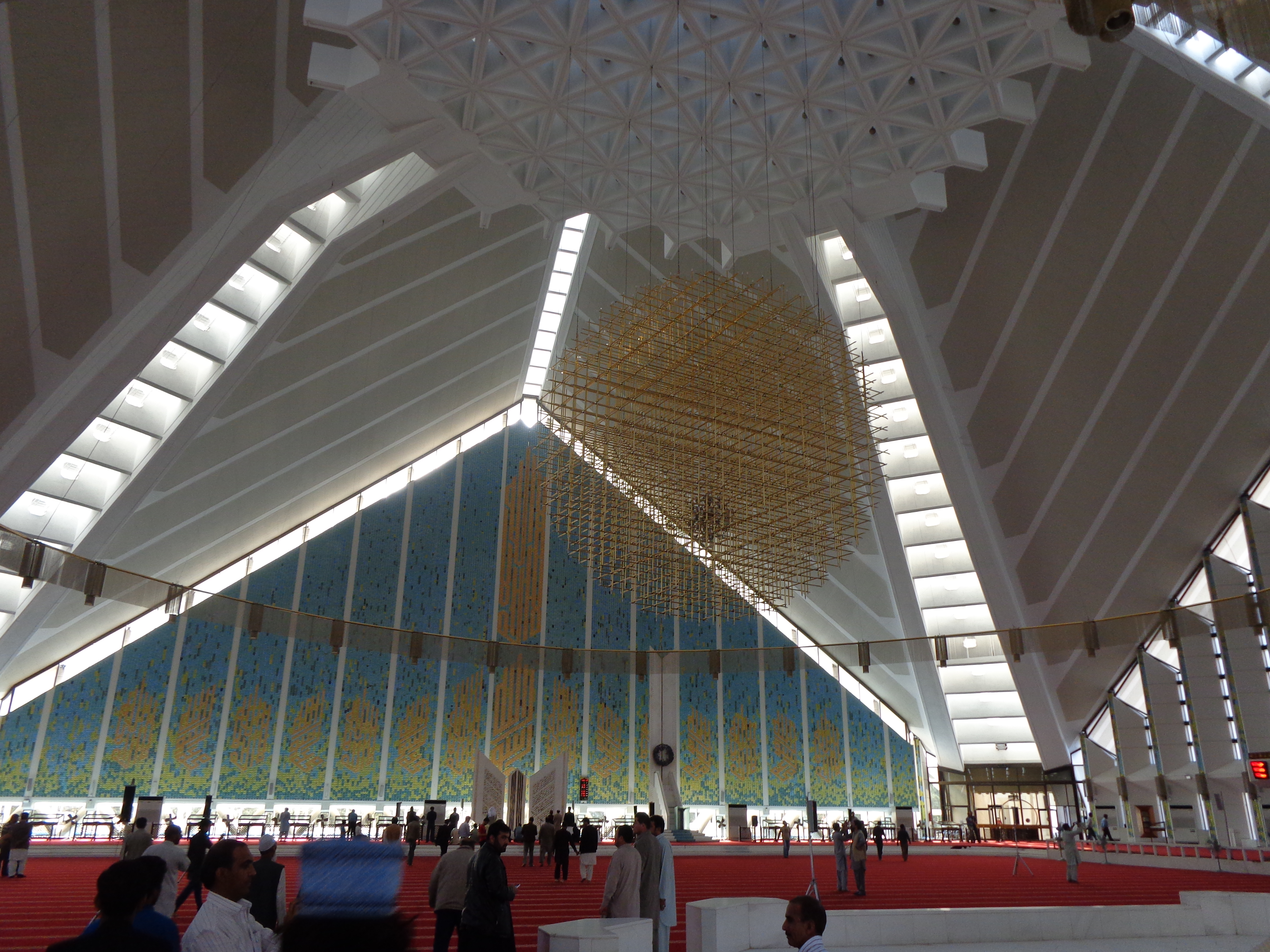
Интерьер мечети